# Макгрегор, Нил
Нил Макгрегор (род. 16 июня 1946 года в Глазго, Шотландия) — британский искусствовед, историк искусств, журналист. Председатель международного Консультативного совета Государственного Эрмитажа, председатель Консультативного совета по развитию Гумбольдт-форума при Министре культуры ФРГ. В 2002—2015 годах — директор Британского музея, в 1987—2002 годах — директор Национальной галереи в Лондоне.

## Образование и карьера
Нил Макгрегор окончил Оксфордский университет, специализируясь на французской и немецкой культуре, и Высшую нормальную школу в Париже с дипломом по философии. Впоследствии несколько лет работал юристом, а затем поступил в Институт Курто, чтобы изучать историю искусств. Наставником Макгрегора стал Энтони Блант, выдающийся учёный, разоблачённый позднее советский шпион.

В 1987—2002 годах — директор Национальной галереи в Лондоне. Стал единственным директором Национальной галерии, отказавшимся от рыцарского титула. В 2002—2015 годах. Нил Макгрегор — директор Британского музея. Под его руководством Британский музей стал активным проводником британской «культурной дипломатии», организующим перекрёстные выставки и аренду экспонатов из своей коллекции для музеев из стран, находящихся в сложных отношениях с Великобританией: так, в 2014 году, на фоне санкций, введённых Великобританией против России, Британский музей передал статую Илиссоса для организации выставки в Государственном Эрмитаже, ранее музей сотрудничал с учреждениями культуры в Иране и Китае. Отвечая на критику, прозвучавшую в адрес Британского музея в связи с сотрудничеством с Эрмитажем в момент обострения межгосударственных отношений, Нил Макрегор сказал:
«Чем холоднее отношения между странами, тем важнее становится сотрудничество музеев… Британский музей и Эрмитаж — почти что братья-близнецы. Эрмитаж открылся на пять лет позже, чем мы, и оба учреждения изначально задумывались как музеи европейского Просвещения. Ничто не иллюстрирует наше понимание того, что Британский музей — это музей мирового наследия, открытый для всего мира, лучше, чем этот проект».
Посещаемость Британского музея за время работы Макгрегора возросла с 4.6 млн в 2002—2003 годах до 6.7 млн человек в год в 2014—2015 году.
После отставки с поста директора Британского музея Макгрегор возглавил Консультативный совет при Министре культуры ФРГ по вопросу развития Гумбольдт-Форума.

## Публикации
- История мира в ста предметах[12] (2011, русский перевод опубликован в 2012 году)
- Germany. Memories of a Nation (2014)[13].

## Награды
- Орден Заслуг (Великобритания, 2010)[14]
- Офицер Ордена Австралии (Австралия, 2013)[15]
- Командор ордена «За заслуги перед Федеративной Республикой Германия» (Германия, 2015)[16][17]
- Медаль имени Гёте (2015)[16]
- Nayef Al-Rodhan Prize for Transcultural Understanding[англ.] (2015)